# 확률의 고전적 정의
확률의 고전적 정의(確率의 古典的 定議, Classical definition of probability)는 야코프 베르누이(독일어: Jakob Bernoulli), 피에르-시몽 라플라스(Pierre-Simon Laplace), 다니엘 베르누이(프랑스어: Daniel Bernoulli)등에 의해 다루어져왔다. 이는 확률의 고전적 정의를 언급한 피에르-시몽 라플라스(Pierre-Simon Laplace)의 저서에서 그가 언급하려는 확률(probability)의 의미를 이들의 연구결과를 언급하는데에서 살펴볼 수 있다. 그의 저서 Théorie analytique des probabilités은 이렇게 시작된다.
| JE vais présenter dans cette Introduction, les prmcipes du calcul des probabilités, et les résultats généraux auxquels je suis paireou dans cet ouvrage, en les appliquant aux questions le^ plus impor- tantes de la vie , qui ne sont en e£fet, pour la plupart, que des pro- blèmes de probabilité. On peut même dire , à parler en rigueur , que presque tontes nos connaissances ne sont que probables; et dans le petit nombre des cboses que nous pouvons savoir avec certitude , dans les sciences mathématiques elles-mêmes , les moyens de parvenir à la vérité, sont fondés sur les probabilités; eosorta que le système entier des connaissances faïunaines se rattache à la théorie exposée dans cet ouvrage. On verra sans doute avec inté- rêt, qu'en ne consid^'ant même dans les principes étemels de la raison, de la justice et de l'humanité, que les chances heureuses qui leur sont constamment attachées; il y a un grand avantage à suivre ces princçes, et de graves înconvéniens à s'en écarter ; leurs chances, comme celles qui sont fevorables aux loteries, finissant toi^ours par prévaloir au milieu des oscillations du hasard. Je désire que les réflexions répandues dans cette IntroducLion , puissent m^ riter l'attention des philosophes, et la diriger vers un objet si digne de les occuper. |
| 나는 이 서론에서 확률 미적분의 원리와 내가 짝을 이루거나 이 작업에서 짝을 이루는 일반적인 결과를 삶의 가장 중요한 질문에 적용함으로써 발표할 수 있었습니다. 대부분은 확률의 문제일 뿐입니다. 엄밀히 말해서 우리의 거의 모든 지식은 가능성이 있다고 말할 수도 있습니다. 그리고 우리가 확실하게 알 수 있는 소수의 것들, 수학적 과학 자체에서 진리에 도달하는 수단은 확률에 기초합니다. 동물 지식의 전체 시스템이 이 연구에서 제시된 이론과 연결되어있는 것 같습니다. 우리는 이성과 정의와 인류의 영원한 원리 안에서도 그들에게 끊임없이 붙어있는 희망의 가능성만을 고려함으로써 관심을 가지고 볼 것입니다. 이러한 원칙을 따르는 데는 큰 이점이 있으며 그 원칙에서 벗어나면 심각한 단점이 있습니다. 기회에서 유리한 것과 같은 그들의 선택은 결국 기회의 변동 속에서 우세합니다. 나는 이 서론에서 반영된 내용이 퍼져 나가고 철학자들의 관심을 끌 수 있고, 그것을 점유할 가치가 있는 대상으로 향하게 되기를 바랍니다. |

## 정의
피에르-시몽 라플라스(Pierre-Simon Laplace)는 그의 저서에서 다니엘 베르누이(Daniel Banoulli)를 언급하면서 확률의 고전적 정의를 다음과 같이 기술한 바 있다.
| En voici cependant un proposé par Daniel Banoulli, et qui pent servûr dans beaucoup de cas. La valeur relative d'usé x< Pnocip*^ somme infiniment petite, est égale à sa valeur absolue divisée par le bien total de la personne intéressée. Cela suppose que tout homme a un bien quelconque dont la- valeur ne peut jamais être supposée nulle. £n effet, celui même qui ne possède rien, donne toujours à son existence , une valeur au menus égale à ce qui lui est rigoureusement nécessaire pour vivre. |
| 그러나 여기에 다니엘 베르누이(Daniel Banoulli)가 제안한 것이 있으며 많은 경우에 사용할 수 있습니다. 사용된 합계의 상대적 가치는 그 절대 가치를 이해 관계자의 총 가치로 나눈 값과 같습니다. 이것은 모든 사람이 어떤 좋은 것을 동등하게 가지는 기회에서 그 가치는 결코 0일 수 없다고 가정합니다. |

그리고 다음은 이러한 피에르-시몽 라플라스(Pierre-Simon Laplace)의 확률에 대한 기술에서 확률의 정의에 대한 에드윈 톰슨 제인스(Edwin Thompson)의 그의 논문에서의 언급이다.
| The Probability for an event is the ratio of thenumber of cases favorable to it, to the number of all cases possible when nothing leads us to expectthat any one of these cases should occur more than any other, which renders them, for us, equallypossible. |
| 사건에 대한 확률은 이 사건 중 어느 하나가 다른 사건보다 더 많이 발생하여 우리에게 동등하게 가능할 것이라고 기대하지 않을 때 가능한 모든 사건의 수에 대해 유리한 사건의 수의 비율입니다.                                                                        |

이 정의는 본질적으로 무차별 원칙의 결론이다. 단위 사건들(elementary events)이 동일한 확률을 배당 받는다면, 단위 사건들 중 한 무리(disjunction)가 발생될 확률은 그 무리(disjunction)의 단위 사건들(elementary events)의 개수를 단위 사건들(elementary events)의 총 개수로 나눈 값이 된다.
존 벤, 조지 불을 포함한 19세기의 몇몇 저자들은 확률의 고전적 정의에 의심을 품었다. 확률의 빈도적 정의가 빈도주의자들의 비평, 특히 R.A. 피셔의 저작들을 통해서 널리 받아들여졌다. 한편 확률의 고전적 정의는 베이즈 확률에 대한 광범위한 관심 덕분에 다시 한 번 부흥을 맞이하고 있다.

## 역사
수학적 주제로서 확률론은 아주 최근에야 등장했다. – 반면에 기하학은 매우 긴 역사를 가지고 있다. – 선사시대부터 전 세계 모든 문화권에서 사람이 주사위를 사용했다는 증거들이 발견됨에도 불구하고 그렇다. 사실 우리는 확률 이론이 정확하게 탄생한 연도까지 알 수 있다. 1654년에 블레즈 파스칼은 그의 부친의 친구였던 피에르 드 페르마에게 몇 차례 서신을 보냈다. 편지의 내용은 그 해 초에 셰발리에르 드 메레에게서 들었던 운에 따르는 게임들(games of chance)과 관련된 두 가지 문제에 대한 것이었다. 파스칼은 여행 중 우연히 셰발리에르 드 메레와 동행한 적이 있었다.
그러나 파스칼과 페르마가 확률에 대해 명확한 개념을 가지고 있었던 것은 아니다 (그들이 처음으로 운에 따르는 게임에 관한 올바른 계산을 해낸 것도 아니다). 그 때까지는 확률과 기대치에 대한 명확한 구분조차 없었다. 확률이라고 하는 것에 대한 명확한 정의가 필요하다는 생각을 처음으로 했던 사람중 하나는 라플라스(Pierre-Simon Laplace)이다.

## 같이 보기
- 조합론